# ميكروب

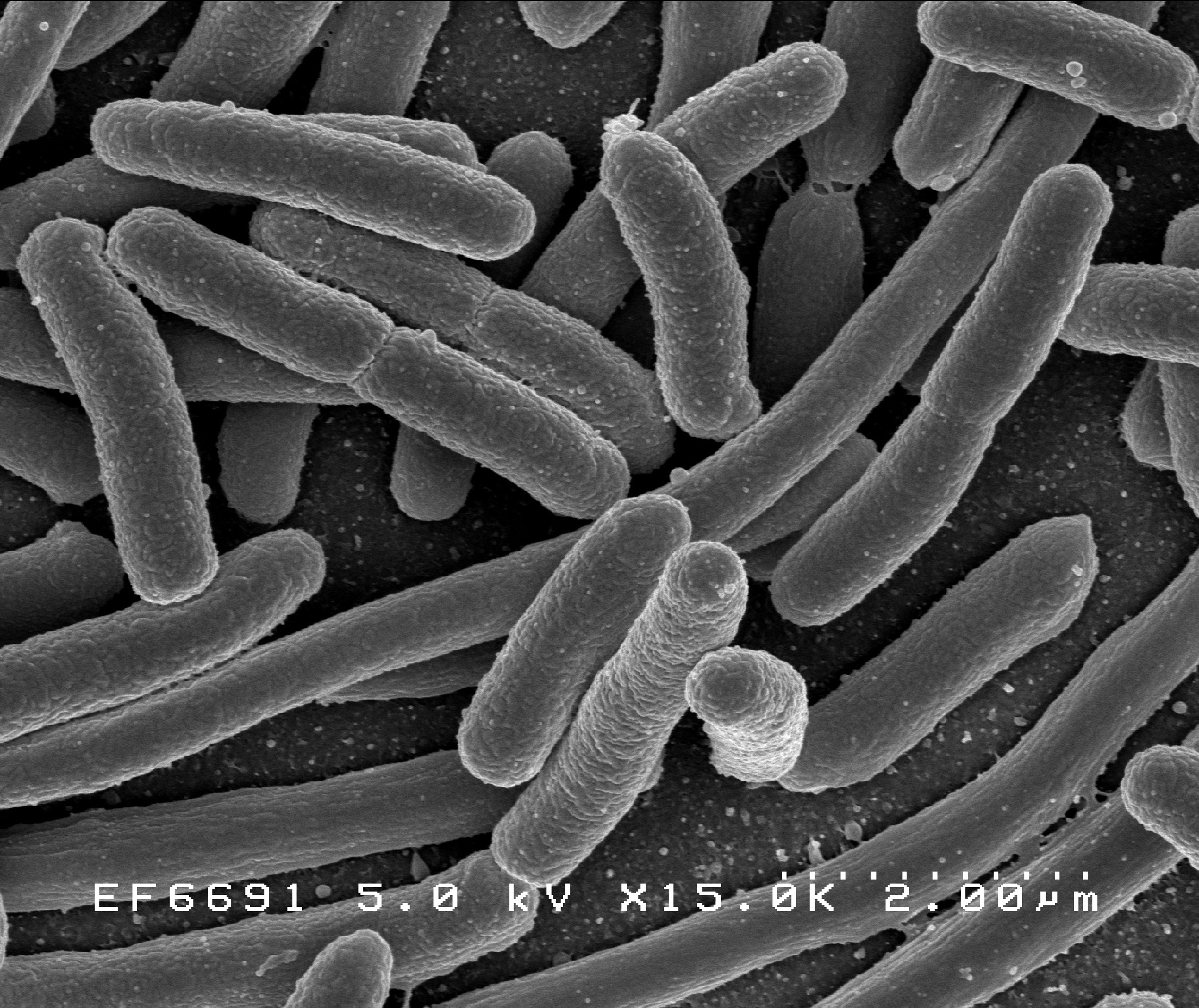
صورة مجهرية لبكتريا الإشريكية القولونية (E. coli) ملتقطة بواسطة مجهر إلكتروني ماسح

الأحياء الدقيقة أو المِيْكروبات أو كائن مجهري (بالإنجليزية: Microorganism)‏ أو (بالإنجليزية: Microbe)‏ هي مجموعة واسعة من الأحياء التي لا تُرى بالعين المجردة. إلّا أن هناك شواذ لهذه القاعدة، فالبعض منها يمكن رؤيته بالعين المجردة. العلم الذي يختص بدراسة الكائنات الحية الدقيقة يسمى علم الأحياء الدقيقة. الكائنات الدقيقة تشمل البكتيريا والفطريات والطحالب والكائنات أُحادية النوى، ولكنها لا تشمل الفيروسات. يحتار العلماء في تصنيف الفيروسات هل هي كائن حي أم كائن غير حي؟ وهي تعدّ مسألة علمية تحتاج إلى البحث بحيث يتوصل العلماء إلى تعريف دقيق لمعنى «كائن حيّ». الفيروسات تتكون من نواة بها كروموسومات ولا يغطيها السيتوبلازم الذي يكوّن نحو 70% من حجم الخلية. لكن إذا دخل الفيروس خلية حيوية يستغل سيتوبلازم الخلية ويتكاثر الفيروس عن طريق سيادة كروموسوماته على كروموسومات الخلية. وبتكاثره ينتشر في الخلايا المجاورة ويجبرها على اتباع نمطه الحيويّ بلا توقف.
تعيش معظم الميكروبات كأحياء دقيقة في كل مكان على سطح الأرض حيث يوجد الماء بصورة سائلة. وهذا يشمل أيضا الفوهات المائية الساخنة الموجودة في قيعان البحار والمحيطات، وداخل الصخور التي تكوّن القشرة الأرضية.
الكائنات الدقيقة حيوية بالنسبة للسلسلة الغذائية في المحيط الحيوي حيث أنها تعمل كمحللات للغذاء. ويحتوي جسم الإنسان على نحو 2 كيلوجرام من الكائنات الحية الدقيقة المفيدة التي تساعد الجسم على هضم الطعام والاستفادة منه. كما يغطي بعضها جلد الإنسان، ويقاوم كائنات أخرى ضارة للإنسان ويمنعها من النفوذ إلى داخل الجسم. للبعض منها القدرة على تثبيت النيتروجين؛ فهي مهمة بالنسبة لدورة النيتروجين. ومن وجهة أخرى فبعض أنواعها يسبب المرض حيث يهاجم الكائنات الحية الأخرى وقد يصيب الإنسان ويؤدي لوفاة الملايين من الناس كل عام.

## أنواع الميكروبات

### البكتيريا

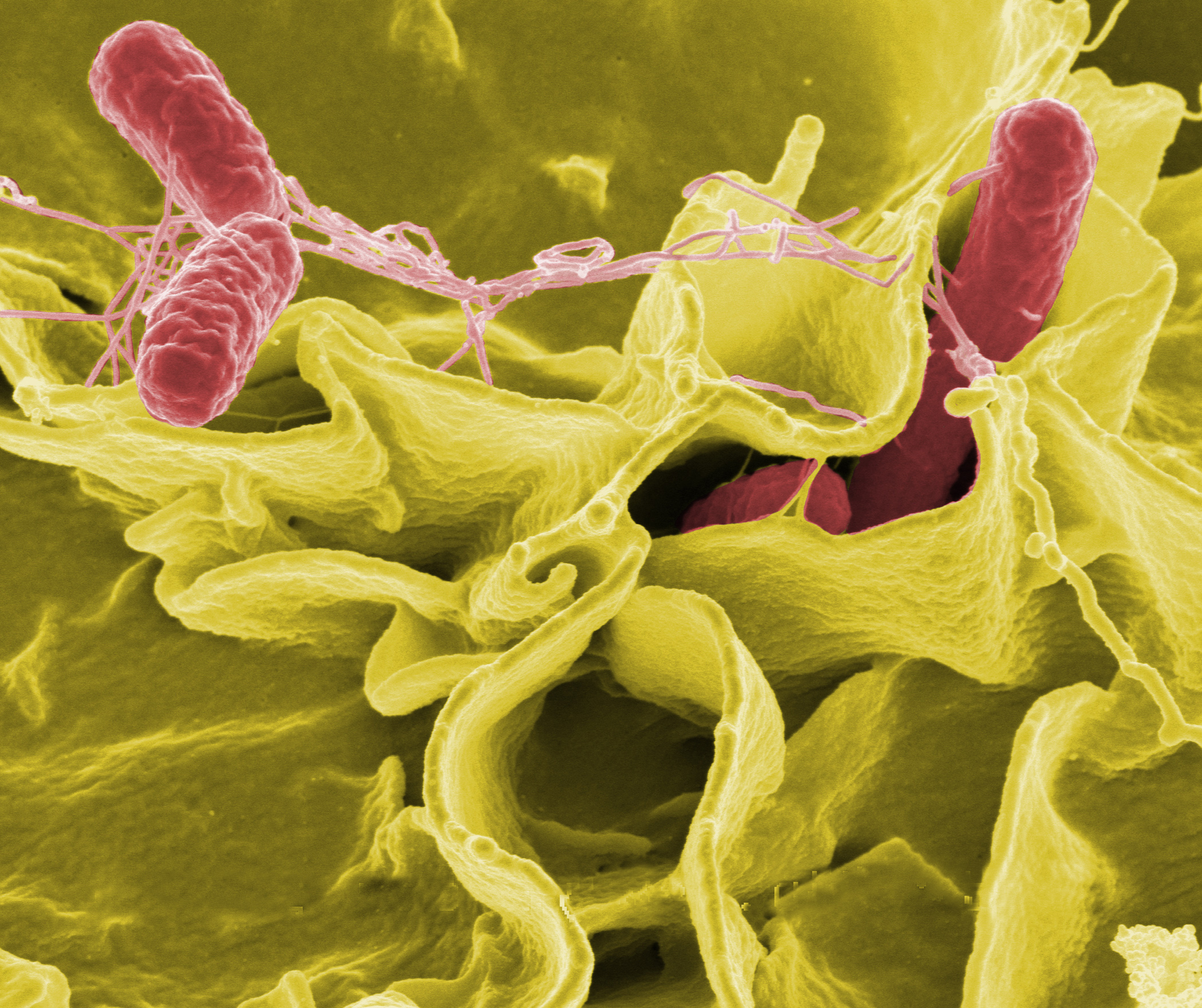
صورة لبكتريا السلمونيلا (أحمر) مع خلايا إنسانية، بمجهر إلكتروني ماسح

ينطبق تعبير البكتيريا على جميع الكائنات الدقيقة تكون مكونة غالبا من خلية واحدة ليس لها نواة حقيقية وتنتمي بذلك إلى بدائيات النوى. وينتمي إليها أيضا البكتيريا القديمة.
البكتيريا باعتبارها من بدائيات النوى لها حمض نووي حرّ في سيتوبلازم الخلية وليس معزولا داخل نواة يفصلها غشاءان عن السيتوبلازم، كما هو الحال في حقيقيات النوى.
اكتشفت البكتيريا لأول مرة من «أنطوني فان ليوفينهوك» بواسطة ميكروسكوب قام بصناعته بنفسه، ووجد البكتيريا في المياه وفي لعاب الإنسان، وقام في عام 1676 بتقديم بحثه إلى «الجمعية الملكية بلندن» Royal Society of London.
وبعد ثلاثة مئة سنة من هذا الاكتشاف لأول اكتشاف للبكتيريا ورغم تصنيف أنواع كثيرة منها فحتى الآن لا زلنا لا نعرف ما يقدر بنحو 95% من البكتيريا التي تعيش على الأرض. [بحاجة لمصدر]. (وضع عام: 2006). لهذا فليس من الغريب أننا بين الحين والآخر نعثر على أنواع لا نعرفها. وفي عام 1999 اكتشف أكبر البكتيريا والذي يسمى «لؤلؤة الكبريت» Thiomargarita namibiensis في ناميبيا. يصل قطر لؤلؤة الكبريت هذه ثلاثة أرباع المليمتر، ويمكن رؤيتها بالعين المجردة.
يسمى العلم الذي يهتم ببحوث البكتيريا علم الجراثيم.

### البكتيريا القديمة
تكوّن البكتيريا القديمة Archaea أحد الثلاثة نطاقات حيوية التي تصنف جميع الأحياء. وكانت تعدّ في الماضي بكتيريا ولكنها تختلف على البكتيريا في أمور عديدة، مثل توازن بين البنيات الغشائية وأغلفة الخلايا، وأنظمة النسخ الوراثي وأنظمة الترجمة الوراثية.
ينتمي إلى البكتيريا القديمة:
- البكتيريا القديمة halophile Archaea التي تعيش في الماء المالح وبعضها يعيش في مياه ذات أملاح أخرى غير ملح الطعام. وقد تأقلمت تلك البكتيريا القديمة عل تلك الظروف القاسية.
- بكتيريا قديمة تتحمل درجات الحرارة المرتفعة تتعدى 80 درجة مئوية Hyperthermophile Archaea. هذه البكتيريا يمكنها أيضا النمو في درجة غليان الماء ولا تنمو تحت درجة 60 °C. توجد تلك البكتيريا القديمة في الفوهات المائية الحرارية الموجودة في قيعان المحيطات.

- بكتيريا قديمة تكوّن الميثان Methanogene Archaea. تلك البكتيريا القديمة كائن لاهوائي، أي لا تعتمد على الهواء أو الأكسجين في حياتها، وهي تكوّن الميثان من مواده الأولية. يوجد هذا النوع من البكتيريا القديمة في المستنقعات وفي أنفحة الماشية وفي حقول الأرز، وكذلك في خزانات تنقية المياه، وهي من ضمن المشاكل التي تساهم في مشكلة الانحباس الحراري، ذلك لأن مفعول غاز الميثان يماثل مفعول ثاني أكسيد الكربون في الجو تختزن الطاقة الشمسية وترفع درجة حرارة الجو.

### الفطريات
الفطريات من حقيقيات النوى وتوجد في خميرة الخبز كخلايا منفردة وتوجد أيضا في خلايا متعددة مثلما في الغزل الفطري.(توجد منطقة قرب أوريغون بالولايات المتحدة تشغلها الغزل الفطري بمساحة تبلغ 9 كيلومتر مربع وتعدّ أكبر كائن حي على الأرض ويبلغ عمره نحو 2200 سنة.) وهي تتكاثر إما بالتكاثر الجنسي أو تكاثر لاجنسي عن طريق بوغ أو التكاثر الخضري عن طريق انقسام متساو، ويمكنها العيش لمدة طويلة جدا.
تتغذى الفطريات عن طريق كائنات أخرى فهي تعدّ كائن غيري التغذية heterotroph. وتتم تغذيتها بإخراجها إنزيمات حولها لتحليل الكائنات العشبية والمغذيات وتمتص بذلك في خلاياها موادا متبلمرة غذائية تذوب في الماء.
تختلف الفطريات عن النبات بكونها لا تجري التمثيل الضوئي وهي تنمو عن طريق التغذي بكائنات ومواد أخرى، كما يوجد في اغلبها مادة كيتين الذي يتواجد في أغلفة خلاياها.
كانت بعض «الفطريات السفليّة» مثل الفطر الغروي وأشبه الفطريات الطلائعيات والطلائعيات البيضية تعدّ في الماضي من الفطريات، أما حاليا فهي ليست من الفطريات.
العلم الذي يهتم بدراسة الفطريات يسمى علم الفطريات.

### الطحالب الميكرونية
تصنف «الطحالب» بصفة عامة على أنها كائنات من حقيقيات النوى تعيش في الماء، وتزاول التمثيل الضوئي ولكنها لا تنتمي إلى النباتات، وتسمى بالتالي طلائعيات.
وينتمي إلى الطحالب كائنات وحيدة الخلية صغرية (ميكروسكوبية) كما يوجد منها متعدد الخلايا، الذي يصل حجمها أحجاما نباتية كبيرة. وطبقا للتعريف فتعرف الطحالب الميكرونية بكونها وحيدة الخلية ومنها ما يحوي عددا قليلا من الخلايا.
تزاول الطحالب الميكرونية التمثيل الضوئي، وتستغل الضوء كمصدر للطاقة وتنمو عن طريق استغلال ثاني أكسيد الكربون.
الدراسة التي تهتم بالطحالب تسمى علم الطحالب Phykology.

### الأوليات

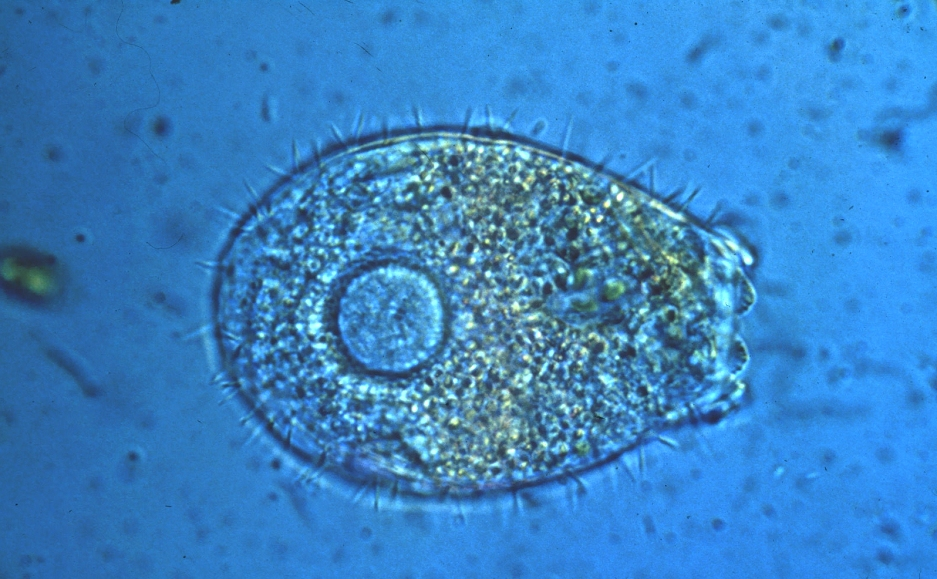
أميبا Thecamoeba، وهي توجد بكثرة في المزارع وأراضي الغابات.

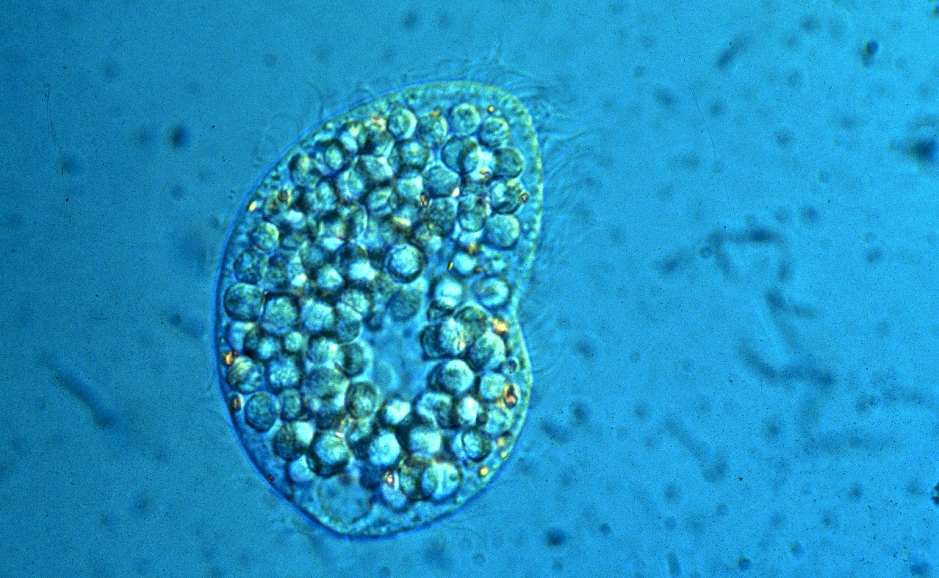
Colpoda inflata (من الأوليات التي توجد في التربة.

الأوليات Protozoen ومفردها أولي Protozoon
من الكائنات الأصلية. كانت تعدّ من الحيوان بسبب كونها كائن غيري التغذية وبسبب حركتها، ليس لها غشاء خلوي ولكنها على عكس البكتيريا فلها نواة خلية، وهي بناء على ذلك من حقيقيات النوى.
تعود التسمية «بروتوزون» إلى عالم الأحياء الألماني «جيورج جولدفوس» في عام 1818. وكان ان تم تصنيفها مع حقيقيات النوى الوحيدة الخلية في فصيلة الطلائعيات. ولكننا نعرف اليوم أنه يجب التفرقة بين الأوليات والطلائعيات.
كان التصنيف الابتدائي الذي يجمع بين الطحالب والأميبا وأوليات هدبية Ciliate أو خلايا سوطية Flagellate مبني على المظهر الخارجي ولم يكن معتمِدا على القرابة والتفرع الحيوي. من نحو 40.000 من أنواع الأوليات (بروتوزون) نحو 8,000 من الطفيليات، ومن ضمنهم نحو 70 من الطفيليات التي تتطفل على الإنسان.
40 نوع من الأوليات قد تتسبب في نقل العدوى ومرض الإنسان.

### الفيروس

توضيح فيروس HI

لا تقوم الفيروسات بتمثيل غذائي ولا تستطيع التكاثر بنفسها، وبعض علماء الأحياء لا يعدّونها من الكائنات الحية. لا تستطيع الفيروسات الحركة، وتنتقل مع الريح أو بسوائل أجسام الحيوان والإنسان.
لكي يتكاثر الفيروس فهو يحتاج إلى عائل. ويشتبك الفيروس بواسطة مستقبلات بالخلية العائلة على أحد منافذ الخلية. في حالة فيروس ذو حمض نووي ينتقل هذا الأخير إلى نواة الخلية العائلة، وأحيانا يشتبك مع حمض الخلية. لبعض الفيروسات مجموع مورثي في شكل حمض نووي ريبي ويسمى فيروس قهقري فيتكون من جزيء الحمض النووي الريبي وجزيئين من الحمض النووي الريبي منقوص الأكسجين، ويشبك هذا الأخير المتكون نفسه بـ "DNA" الخلية العائلة. بدخول الحمض النووي منقوص الأكسجين الخاص بالفيروس إلى نواة الخلية العائلة تتغير برمجة الخلية بحيث تنتج فيروسات، وبهذا يتكاثر الفيروس.
تمتلك الفيروسات بعضا من خواص الكائنات الحية مثل التكاثر وإجراء طفرات تغير من خواصه.
العلم الذي يهتم بدراسة الفيروسات يسمى علم الفيروسات Virology.

## ميكروبات مفيدة
كثير من أنواع الميكروبات مفيدة. فبعضها يشترك في دعم دورة النتروجين فيما يسمى تثبيت النتروجين (تثبيت
N2)، وفي تنقية المياه، كما تستخدم أنواع منه في المضافات الغذائية لإنتاج موادا غذائية مثل صناعة الجبن والزبادي، وصناعة الخل.
كما تستغل تقنية الميكروبات في إنتاج المضادات الحيوية وفي إنتاج مواد تستغل في الصناعة. كما تجرى حاليا في أسبانيا بحوث لاستخدام البكتيريا في صناعة بناء المنازل عوضا عن استخدام الأسمنت الذي يحتاج تحضيره إلى طاقة حرارية كبيرة. تتعلق تلك الاختبارات بابتكار ملاط يقوم بعمل الأسمنت.
بمجرد ولادة الطفل تبدأ عملية «استعماره» بمختلف البكتيريا وينشأ له مع الوقت مستعمرات بكتيرية خاصة به. ومع تغير أكله ومشربه والأجواء المحيطة به تتكون لها ما يسمى نبيت جرثومي معوي ونبيت جرثومي جلدي يعيشون جميعا مع الجسم في سلام ووئام.

## ميكروبات تسبب المرض
يوجد عدد قليل من الميكروبات تسبب مرض الإنسان والحيوان والنبات. وهذا يعني أن تلك الميكروبات والجراثيم لها أهمية كبيرة في دراستها. والدراسة العلمية التي تهتم بدراسة الميكروبات المسببة للمرض في الإنسان والحيوان يسمى علم الأحياء الدقيقة الطبي. وعلم أمراض النبات (فيتوباثولوجي) يهتم من بين دراساته الأخرى بدراسة الجراثيم المسببة لمرض النبات.

## حقائق عن الميكروبات
- ظهرت الميكروبات كأول كائنات حية على الأرض منذ نحو 8-3 مليار سنة، ولم تنشأ متعددة الخلايا إلا قبل نحو 600 مليون سنة فقط في العصر نيوبروتيوزيكم)[بحاجة لمصدر]، كما ظهر الإنسان الحديث Homo sapiens على الأرض قبل نحو 130,000 سنة.
- تفوق أنواع البكتيريا جميع الأحياء الأخرى وتمثل نحو 70% من الكتلة الحيوية الموجودة على الأرض.
- تقدر نسبة الميكروبات المعروفة والمصنفة علميا بنحو 0 و5% فقط من بين ما يقدر بنحو 2 - 3 مليار نوع موجود منها.
- معظم الميكروبات لا تسبب المرض.
- تقوم الميكروبات بعمليات كيميائية حيوية ضرورة للحياة على الأرض، وتؤثر على المناخ. وتعمل البكتيريا على تكون النسب المناسبة من أكسجين ونيتروجين التي تجعل الأرض مناسبة لحياة الكائنات الأخرى. وتنتج الميكروبات نحو نصف الأكسجين الحر (O2) الذي تحتاجه النباتات.
- مرت عصور جيولوجية على الأرض كانت نسبة الأكسجين في الجو فيها نحو نصف ما هو موجود الآن، وأنتجت البكتيريا الأكسين تدريجيا عبر العصور فزادت نسبته فنشأت الأحياء الأخرى على الأرض.
- تترعرع البكتيريا في أجواء غريبة نوبيئات غريبة جدا، من وجهة درجة حرارة عالية، أو برودة شديدة أو في الإشعاع أو تحت ضغوط عالية، كما يمكنها العيش في الظلام بغير أشعة الشمس.
- ومن البكتيريا ما يتحمل البيئات المالحة والحمضية والقلوية. ويعيشون في تلك البيئات التي لا يستطيع أي كان حي آخر العيش فيها، ويستمدون غذاءهم من مواد غير عضوية.
- تظهر إمكانيات فائقة للميكروبات في بيئات غريبة تستطيع العيش فيها. فتكون مصدرا لجينات جديدة وميكروبات أخرى، يمكن أن يكون لها أهمية في تقنية البيئة (انظر أيضا: تبلمر)، إنتاج الطاقة، تحلل حيوي، معالجة النفايات، المواد الضارة، وغيرها. إذا تسرب من البواخر مواد بترولية فتحللها البكتيريا وتنقي الماء منها.
- يمكن مراقبة البيئة الحيوية وتغيراتها عن طريق دراسة البكتيريا من ناحية تنوعها وتكاثرها.
- يوجد على جسم الإنسان وفي جسمه ما يزيد عن 10 أضعاف عدد خلاليا جسمه من الميكروبات، نحو مليون مليار 1015 ميكروب، بينما في جسم الأنسان بين (1013–1014) خلية، وتشكل كتلة البكتيريا ما بين 5-1 كيلوجرام من وزن الإنسان (الخلية البشرية أكبر بكثير من حجم البكتيريا).
- جميع الناس لهم تقريبا نفس أنواع البكتيريا في الأمعاء وفي الفم والأنف وعلى الجلد. ويعيش على جلد الإنسان ميكروبات بمعدل 100 - 10,000 ميكروب على كل سنتيمتر مربع. وفي الأمعاء تتكون جرثومات معوية تنتج فيتامينات مثل بيوتين، وفيتامين K، وحمض الفوليك (نوع من فيتامين بي)، وتعمل على تحسين مناعة الجسم وتمنع انتشار جراثيم ضارة وفطريات. كما يوجد في البراز نحو 100 مليار من الميكروبات.